# Athmane Nourine
Athmane Nourine (en arabe : عثمان نورين) est un footballeur algérien né le 16 mai 1965 à Bab El Oued et mort le 3 novembre 2012 à Lille en France. Il évoluait au poste de milieu de terrain.

## Biographie
Athmane Nourine évolue en première division algérienne avec son club formateur, l'USM Alger pendant plus de dix ans.
Il est décédé le 3 novembre 2012 à l'hôpital Claude Heriz dans la ville de Lille à l'âge de 47 ans.

## Palmarès
USM Alger
- Coupe d'Algérie (1) :
  - Vainqueur : 1987-88.

- Championnat d'Algérie D2 (1) :
  - Champion : 1986-87.